# Agonopterix heracliana
Agonopterix heracliana là một loài bướm đêm thuộc họ Oecophoridae. Nó được tìm thấy ở hầu hết châu Âu, Bắc Phi, Cận Đông và phần phía đông của Cổ bắc giới.
Sải cánh dài 17–25 mm. Con trưởng thành bay từ tháng 9 đến tháng 4.
Ấu trùng đục lá một số loài cây hoa tán, bao gồm Heracleum sphondylium, Anthriscus sylvestris, Chaerophyllum temulum, và phần lớn Umbelliferae khác bao gồm Angelica sylvestris, Aegopodium podagraria, Conopodium majus, Daucus, Meum, Myrrhis, Oenanthe, Pastinaca, Silaum, Sison, Smyrnium, Torilis và Ligusticum.

## Hình ảnh

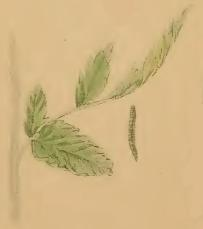
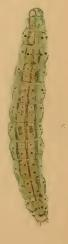
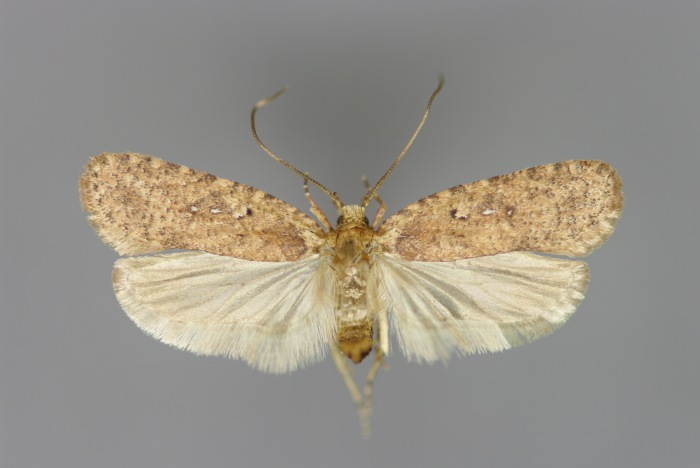
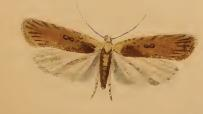
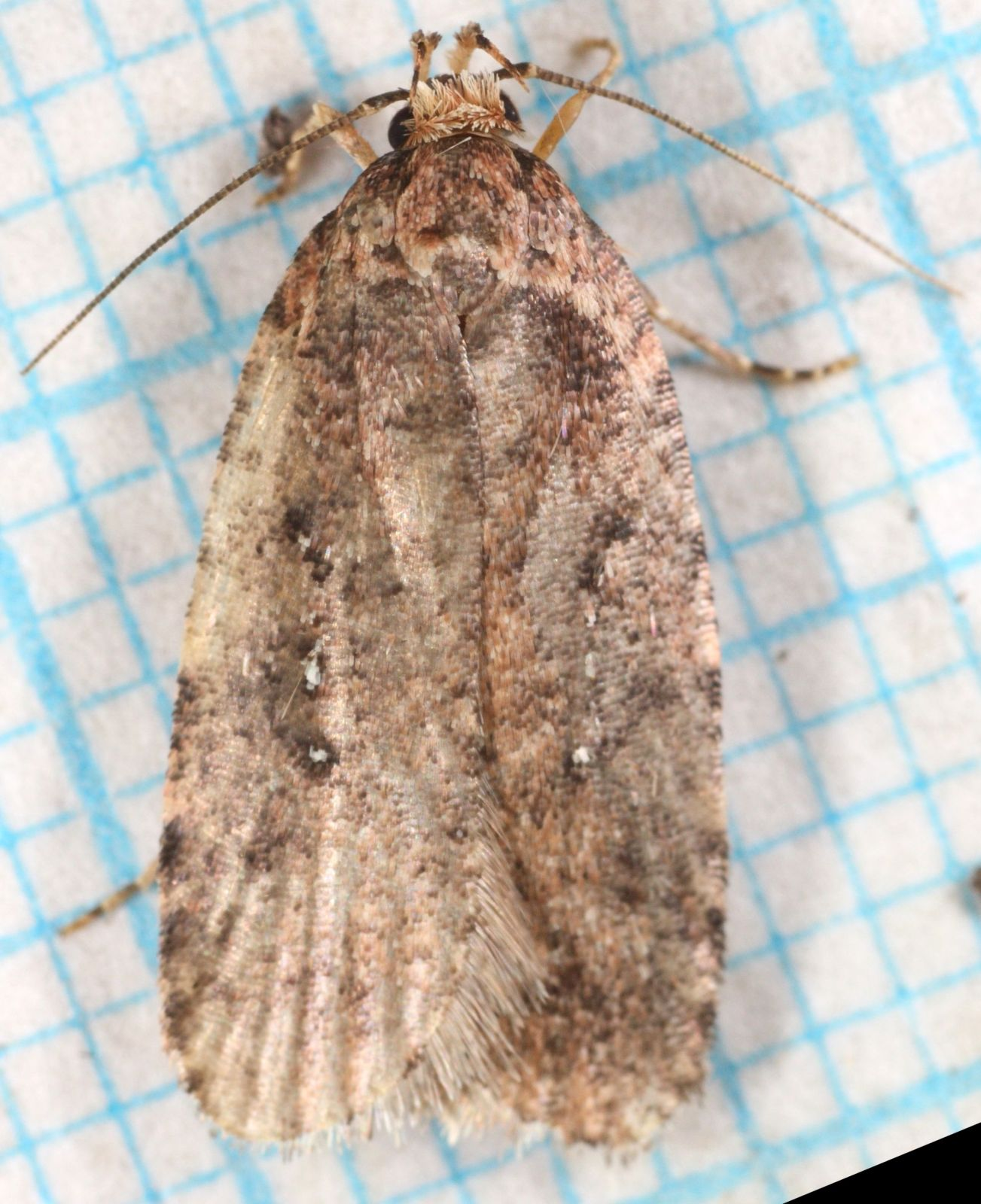
Biến thể màu sắc